# Zbigniew Jaremko
Zbigniew Jaremko (ur. 27 maja 1946 w Skarżysku-Kamiennej, zm. 2 marca 2022 w Warszawie) – polski saksofonista tenorowy i sopranowy, klarnecista, kompozytor i aranżer, także twórca muzyki teatralnej i filmowej. Absolwent Wydziału Muzykologii Średniowiecznej na ATK oraz Wydziału Teorii i Kompozycji warszawskiej PWSM.

## Kariera muzyczna
Zadebiutował jeszcze podczas studiów, w 1966 roku w zespole Hagaw, wykonującym jazz dixielandowy. Następnie, w latach 1967–71, był członkiem grupy Old Timers. Występował z nią na Międzynarodowym Festiwalu Muzyki Jazzowej Jazz Jamboree w Warszawie (1967) oraz Studenckim Festiwalu Jazzowym Jazz nad Odrą we Wrocławiu (1968). Na tym ostatnim festiwalu zespół Old Timers otrzymał I nagrodę w kategorii zespołów jazzu tradycyjnego.
Następnie Jaremko współpracował z grupą Big Band „Stodoła”. W 1970 roku przez czytelników miesięcznika „Jazz” został uznany za najlepszego klarnecistę. Rok później założył własny zespół – Jazz Carriers. Z grupą tą odniósł wiele sukcesów na rozmaitych festiwalach i konkursach muzyki jazzowej zarówno w kraju (m.in. na festiwalu Jazz nad Odrą w 1972 r.), jak i za granicą. W zespole grali również: perkusista Zbigniew Kitliński, kontrabasista Marian Komar oraz saksofonista Henryk Miśkiewicz.
W latach 1975–78 współpracował m.in. z Krzysztofem Sadowskim, Henrykiem Alberem i Januszem Stroblem, a następnie – w roku 1978 – dołączył do zespołu Sun Ship. Ponadto w tym samym czasie nawiązał współpracę z Orkiestrą Polskiego Radia i Telewizji Studio S-1 (kierowaną przez Andrzeja Trzaskowskiego), Studiem Jazzowym Polskiego Radia, grupą Swing Session, a także pracował z licznymi własnymi zespołami.
Od 1993 roku współpracował z takimi zespołami, jak Sami Swoi oraz Casino Band (Niemcy).

## Filmografia
- 1981 – Gdzie szukać szczęścia

## Muzyka teatralna
- 1970 – Ballada o tamtych dniach (aranżacja muzyczna), reż. Wojciech Jesionka
- 1974 – Nieuczesani, reż. Ludwik Rene
- 1978 – Antygona, reż. Jarosław Kusza
- 1978 – Róża, reż. Henryk Giżycki

## Dyskografia
- Big Band Stodoła: Let’s Swing Again (1971)
- Old Timers with Sandy Brown (1972)
- Old Timers with Beryl Bryden (1972)
- Jazz Carriers: Carry On! (1973)
- Hagaw: Weronica der Lenz ist Da (1976)
- Sun Ship: Aquarium Live (1978)
- Krzysztof Sadowski: Swing Party, Swing Session, Swing Session: Aquarium Live no 6 (1979)
- Sun Ship: Follow Us, Z lotu Ptaka (1980; z Janem Ptaszynem Wróblewskim)
- Grand Standard Orchestra (1981)
- Ewa Bem i Swing Session: Be a Man (1981)
- Zbigniew Jaremko Quintet: Dedications (1984)
- Stanisław Sojka Soykanova (2002)

## Informacje dodatkowe
- Brał udział w nagraniach muzyki do serialu Ekstradycja (1995, 1996).